# Foetorepus phasis
Foetorepus phasis là một loài cá biển thuộc chi Foetorepus trong họ Cá đàn lia. Loài này được mô tả lần đầu tiên vào năm 1880.

## Phân bố và môi trường sống
F. phasis có phạm vi phân bố ở Đông Ấn Độ Dương và Tây Nam Thái Bình Dương. Loài cá này được tìm thấy ở miền nam nước Úc, từ bang Tây Úc vòng qua phía nam đến bang New South Wales, bao gồm cả Tasmania; và ngoài khơi New Zealand. Chúng sống ở vùng nước tương đối sâu, khoảng 160 – 200 m.

## Mô tả
Chiều dài cơ thể tối đa được ghi nhận ở F. calauropomus là 13 cm.